# Olympische Sommerspiele 1992/Leichtathletik – 3000 m Hindernis (Männer)

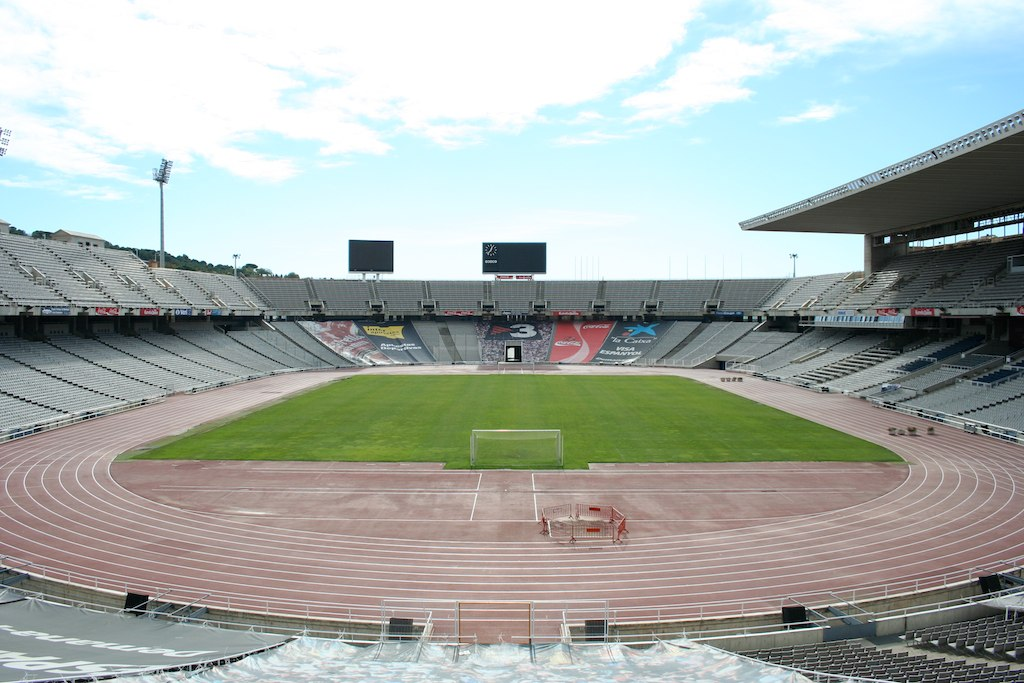
Das Olympiastadion von Barcelona im Jahr 2008

Der 3000-Meter-Hindernislauf der Männer bei den Olympischen Spielen 1992 in Barcelona wurde am 3., 5. und 7. August 1992 in drei Runden im Olympiastadion Barcelona ausgetragen. 32 Athleten nahmen teil.
Die Mannschaft Kenias konnte einen dreifachen Erfolg feiern. Matthew Birir wurde Olympiasieger, Silber gewann Patrick Sang, Bronze William Mutwol.
Für Deutschland gingen Steffen Brand und Hagen Melzer an den Start. Melzer scheiterte im Halbfinale, Brand erreichte das Finale und wurde Fünfter.

Der Österreicher Michael Buchleitner schied in der Vorrunde aus.

Athleten aus der Schweiz und Liechtenstein nahmen nicht teil.

## Aktuelle Titelträger
| Olympiasieger 1988                      | Julius Kariuki ( Kenia)       | 8:05,51 min | Seoul 1988            |
| Weltmeister 1991                        | Moses Kiptanui ( Kenia)       | 8:12,59 min | Tokio 1991            |
| Europameister 1990                      | Francesco Panetta ( Italien)  | 8:12,66 min | Split 1990            |
| Panamerikanischer Meister 1991          | Adauto Domingues ( Brasilien) | 8:36,01 min | Havanna 1991          |
| Zentralamerika und Karibik-Meister 1991 | Adalberto Vélez ( Mexiko)     | 9:00,20 min | Xalapa 1991           |
| Südamerika-Meister 1991                 | Adauto Domingues ( Brasilien) | 8:36,21 min | Manaus 1991           |
| Asienmeister 1991                       | Hamid Sajjadi ( Iran)         | 8:33,89 min | Kuala Lumpur 1991     |
| Afrikameister 1992                      | Whaddon Niewoudt ( Südafrika) | 8:26,44 min | Belle Vue Maurel 1992 |
| Ozeanienmeister 1990                    | Duane Humphreys ( Neuseeland) | 9:12,83 min | Suva 1990             |

## Bestehende Rekorde
| Weltrekord         | 8:05,35 min | Peter Koech ( Kenia)    | Stockholm, Schweden       | 3. Juli 1989       |
| Olympischer Rekord | 8:05,51 min | Julius Kariuki ( Kenia) | Finale OS Seoul, Südkorea | 30. September 1988 |

Der bestehende olympische Rekord wurde bei diesen Spielen nicht erreicht. Im schnellsten Rennen, dem Finale, verfehlte der kenianische Olympiasieger Matthew Birir mit seinen 8:08,84 min den Rekord um 3,33 Sekunden. Zum Weltrekord fehlten ihm 3,49 Sekunden.

## Vorrunde
Datum: 3. August 1992
Die Teilnehmer traten zu insgesamt drei Vorläufen an. Für das Halbfinale qualifizierten sich pro Lauf die ersten sechs Athleten. Darüber hinaus kamen die sechs Zeitschnellsten, die sogenannten Lucky Loser, weiter. Die direkt qualifizierten Läufer sind hellblau, die Lucky Loser hellgrün unterlegt.

### Vorlauf 1

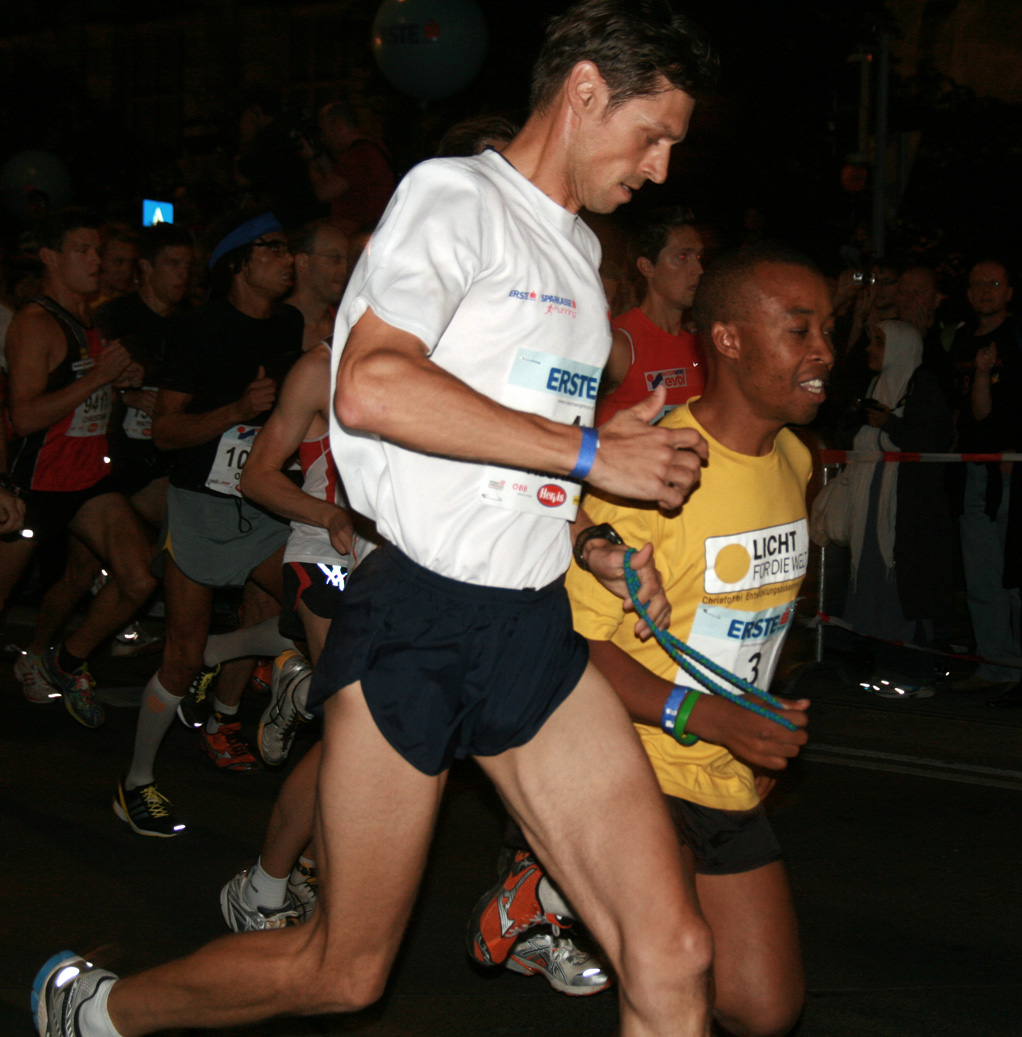
Michael Buchleitner – hier bei einem Straßenlauf in Wien 2009 – erreichte als Achter des ersten Vorlaufs nicht das Semifinale

20:45 Uhr
| Platz | Name                   | Nation         | Zeit        |
| ----- | ---------------------- | -------------- | ----------- |
| 1     | William Mutwol         | Kenia          | 8:26,23 min |
| 2     | Brian Diemer           | USA            | 8:28,88 min |
| 3     | Colin Walker           | Großbritannien | 8:29,34 min |
| 4     | Steffen Brand          | Deutschland    | 8:30,03 min |
| 5     | Wladimir Goljas        | EUN            | 8:32,49 min |
| 6     | Thierry Brusseau       | Frankreich     | 8:33,10 min |
| 7     | Ville Hautala          | Finnland       | 8:34,10 min |
| 8     | Michael Buchleitner    | Österreich     | 8:40,46 min |
| 9     | Graeme Fell            | Kanada         | 8:50,87 min |
| 10    | Prakash Davendra Singh | Fidschi        | 9:07,49 min |
| DNS   | Abdelaziz Sahere       | Marokko        | 9:07,49 min |

### Vorlauf 2
20:59 Uhr
| Platz | Name                    | Nation         | Zeit        |
| ----- | ----------------------- | -------------- | ----------- |
| 1     | Matthew Birir           | Kenia          | 8:23,22 min |
| 2     | Clodoaldo do Carmo      | Brasilien      | 8:26,31 min |
| 3     | William Van Dijck       | Belgien        | 8:27,23 min |
| 4     | Azzedine Brahmi         | Algerien       | 8:28,01 min |
| 5     | Tom Buckner             | Großbritannien | 8:28,36 min |
| 6     | El-Arbi Khattabi        | Marokko        | 8:28,50 min |
| 7     | Danny Lopez             | USA            | 8:29,01 min |
| 8     | Hagen Melzer            | Deutschland    | 8:31,89 min |
| 9     | Mohamed Barak al-Dosari | Saudi-Arabien  | 8:50,87 min |
| 10    | Iwan Konowalow          | EUN            | 8:58,04 min |
| 11    | Héctor Begeo            | Philippinen    | 9:14,48 min |

### Vorlauf 3
21:13 Uhr
| Platz | Name                    | Nation         | Zeit        |
| ----- | ----------------------- | -------------- | ----------- |
| 1     | Patrick Sang            | Kenia          | 8:27,01 min |
| 2     | Tom Hanlon              | Großbritannien | 8:27,46 min |
| 3     | Ricardo Vera            | Uruguay        | 8:27,71 min |
| 4     | Mark Croghan            | USA            | 8:28,15 min |
| 5     | Alessandro Lambruschini | Italien        | 8:29,64 min |
| 6     | Joseph Mahmoud          | Frankreich     | 8:30,54 min |
| 7     | Whaddon Niewoudt        | Südafrika      | 8:30,61 min |
| 8     | João Junqueira          | Portugal       | 8:32,68 min |
| 9     | Hamid Sajjadi           | Iran           | 8:36,87 min |
| 10    | Marcelo Cascabelo       | Argentinien    | 8:38,89 min |
| 11    | Jamal Abdi Hassan       | Katar          | 8:54,98 min |

## Halbfinale
Datum: 5. August 1992
Für das Finale qualifizierten sich pro Lauf die ersten fünf Athleten. Darüber hinaus kamen die zwei Zeitschnellsten, die sogenannten Lucky Loser, weiter. Die direkt qualifizierten Läufer sind hellblau, die Lucky Loser hellgrün unterlegt.

### Lauf 1
20:00 Uhr
| Platz | Name              | Nation         | Zeit        |
| ----- | ----------------- | -------------- | ----------- |
| 1     | Matthew Birir     | Kenia          | 8:25,55 min |
| 2     | Steffen Brand     | Deutschland    | 8:26,12 min |
| 3     | Patrick Sang      | Kenia          | 8:26,46 min |
| 4     | William Van Dijck | Belgien        | 8:26,70 min |
| 5     | Tom Hanlon        | Großbritannien | 8:26,91 min |
| 6     | Ricardo Vera      | Uruguay        | 8:27,46 min |
| 7     | Mark Croghan      | USA            | 8:30,15 min |
| 8     | Tom Buckner       | Großbritannien | 8:32,89 min |
| 9     | Ville Hautala     | Finnland       | 8:33,69 min |
| 10    | João Junqueira    | Portugal       | 8:39,17 min |
| 11    | Danny Lopez       | USA            | 8:41,28 min |
| 12    | Joseph Mahmoud    | Frankreich     | 8:52,00 min |

### Lauf 2
20:12 Uhr
| Platz | Name                    | Nation         | Zeit        |
| ----- | ----------------------- | -------------- | ----------- |
| 1     | William Mutwol          | Kenia          | 8:19,83 min |
| 2     | Clodoaldo do Carmo      | Brasilien      | 8:20,46 min |
| 3     | Brian Diemer            | USA            | 8:23,30 min |
| 4     | Alessandro Lambruschini | Italien        | 8:23,56 min |
| 5     | Azzedine Brahmi         | Algerien       | 8:25,85 min |
| 6     | El-Arbi Khattabi        | Marokko        | 8:27,00 min |
| 7     | Wladimir Goljas         | EUN            | 8:30,26 min |
| 8     | Colin Walker            | Großbritannien | 8:34,82 min |
| 9     | Mohamed Barak al-Dosari | Saudi-Arabien  | 8:36,38 min |
| 10    | Whaddon Niewoudt        | Südafrika      | 8:37,99 min |
| 11    | Hagen Melzer            | Deutschland    | 8:38,07 min |
| 12    | Thierry Brusseau        | Frankreich     | 8:42,48 min |

## Finale
Datum: 7. August 1992, 21:05 Uhr
| Platz | Name                    | Nation         | Zeit        |
| ----- | ----------------------- | -------------- | ----------- |
| 1     | Matthew Birir           | Kenia          | 8:08,84 min |
| 2     | Patrick Sang            | Kenia          | 8:09,55 min |
| 3     | William Mutwol          | Kenia          | 8:10,74 min |
| 4     | Alessandro Lambruschini | Italien        | 8:15,52 min |
| 5     | Steffen Brand           | Deutschland    | 8:16,60 min |
| 6     | Tom Hanlon              | Großbritannien | 8:18,14 min |
| 7     | Brian Diemer            | USA            | 8:18,77 min |
| 8     | Azzedine Brahmi         | Algerien       | 8:20,71 min |
| 9     | William Van Dijck       | Belgien        | 8:22,51 min |
| 10    | El-Arbi Khattabi        | Marokko        | 8:23,82 min |
| 11    | Clodoaldo do Carmo      | Brasilien      | 8:25,92 min |
| 12    | Ricardo Vera            | Uruguay        | 8:26,35 min |

Zwölf Athleten bestritten das Finale: drei Kenianer sowie jeweils ein Läufer aus Algerien, Belgien, Brasilien, Deutschland, Italien, Marokko, den USA, Uruguay und Großbritannien.
Der amtierende Weltmeister Moses Kiptanui aus Kenia hatte sich im Wettbewerb mit seinen Landsleuten nicht für diese Spiele qualifizieren können. Mit seinem Weltrekord knapp zwei Wochen nach dem 3000-Meter-Hindernisfinale zeigte er, wie stark auch mit ihm hier in Barcelona zu rechnen gewesen wäre. Kenias Dominanz in dieser Disziplin war groß, Kiptanuis Landsleute Matthew Birir, William Mutwol und Patrick Sang traten als klare Favoriten für dieses Rennen an. Konkurrenten waren vor allem der algerische WM-Dritte Azzedine Brahmi, der EM-Dritte Alessandro Lambruschini aus Italien und der WM-Fünfte Brian Diemer aus den USA.
Im Finale ergriff Mutwol als Erster die Initiative. Auf der zweiten Runde setzte er sich etwas ab vom Feld. Brahmi schloss zunächst zu ihm auf, ließ dann aber wieder eine kleine Lücke. Doch auch die Läufer dahinter ließen nur einen kleinen Abstand zu. Die ersten tausend Meter wurden in 2:44,86 min gelaufen – ein sehr zügiges, aber nicht überragend schnelles Tempo. Das Feld schloss nun wieder auf. Mutwol lief an der Spitze ein sehr unruhiges Tempo, da gab es immer wieder diese kleine Lücke, die dann aber wieder zugelaufen wurde. In der dritten Runde stürzte Birir an einem Hindernis, rappelte sich jedoch sofort wieder auf und ordnete sich mitten im Läuferfeld wieder ein. Ab Runde vier kontrollierten die drei Kenianer das Rennen von vorne. Auch Birir war weiterhin problemlos dabei. Der zweite Kilometer wurde in 2:47,00 min absolviert, nicht ganz so schnell wie der erste. In der vorletzten Runde setzten sich die drei Kenianer mit Lambruschini im Schlepptau vom Rest des Feldes ab, Birir führte vor Sang. Schon zu Beginn der Schlussrunde war es auch um den Italiener geschehen, Birir, Sang und Mutwol machten das jetzt unter sich aus. Am Schluss setzte sich Matthew Birir klar durch und wurde Olympiasieger vor Patrick Sang und William Mutwol. Alessandro Lambruschini wurde Vierter vor dem überraschend starken Deutschen Steffen Brand und dem Briten Tom Hanlon.
Durch einen sehr schnellen letzten Kilometer in 2:36,98 min lag die Endzeit nur knapp dreieinhalb Sekunden über dem bestehenden Weltrekord des Kenianers Peter Koech aus dem Jahr 1989.
Matthew Birir gewann die dritte Goldmedaille in Folge für Kenia in dieser Disziplin. Es war die fünfte insgesamt, was Kenia zur erfolgreichsten Nation auf der Basis der Olympiasiege machte. Zum dritten Mal nach 1928 durch Finnland und 1948 durch Schweden gingen alle drei Medaillen an eine Nation.

## Videolinks
- Men's 3000m Steeplechase Heat #1 - 1992 Olympic Games, youtube.com, abgerufen am 18. Dezember 2021
- Men's 3000m Steeplechase Final Barcelona Olympics 1992, youtube.com, abgerufen am 8. Februar 2018